# Açude Tatajuba
Açude Tatajuba är en reservoar i Brasilien.   Den ligger i delstaten Ceará, i den östra delen av landet, 1 300 kilometer nordost om huvudstaden Brasília. Açude Tatajuba ligger 498 meter över havet.
Omgivningarna runt Açude Tatajuba är huvudsakligen savann. Runt Açude Tatajuba är det ganska tätbefolkat, med 58 invånare per kvadratkilometer.